# Chris Hoy
Sir Christopher Andrew "Chris" Hoy OIB (Edimburgo, 23 de março de 1976) é um ex-ciclista britânico. Hoy é campeão escocês, mundial e olímpico.
Nos Jogos Olímpicos de Pequim em 2008, tornou-se o primeiro britânico, em 100 anos, a ganhar três medalhas de ouro na mesma Olimpíada. Ao todo conquistou sete medalhas olímpicas, sendo seis de ouro, entre 2000 e 2012.